# Sylvain Sylvain
Sylvain Sylvain, né Sylvain Mizrahi le 14 février 1951 au Caire et mort le 13 janvier 2021, est le guitariste-pianiste du groupe The New York Dolls de 1972 à 1977, puis de 2004 à 2011.

## Biographie
Sylvain est né au Caire, en Égypte d'une famille juive séfarade, mais l'antisémitisme dans la région force sa famille à fuir dans les années 1950, d'abord en France et enfin à New York, aux États-Unis. La famille vit d'abord sur l'avenue Lafayette à Buffalo, New York, et déménage ensuite à New York, alors qu'il est encore un enfant.
Avant de rejoindre les New York Dolls, Sylvain dirige une entreprise de vêtements appelée "Truth and Soul". Il a un frère, Léon, et une sœur, Brigitte.
Sylvain et David Johansen sont les derniers membres au moment de la dissolution du groupe. Ils participent tous les deux à la reformation du groupe en 2004. Ils restent les deux seuls vivants en 2005.
Après les Dolls, Sylvain Sylvain poursuit une carrière musicale au profil plutôt bas. Il forme d'abord The Criminals qui sortent un simple The Kids are back en 1978. Aucun album ne concrétisera le début de reconnaissance. Les titres enregistrés apparaîtront plus tard sur un album Criminals '78.
Il part en tournée avec David Johansen pour obtenir un contrat avec la maison de disques RCA. Un album solo sort en 1980. L'album Syl Sylvain and the Teardrops sorti en 1981 et accueilli chaudement par les critiques sera renié par Sylvain car arrangé trop pop à son goût par la maison de disques.
En 1984 sort le 45 tours et maxi 45 tours de Roman Sandals comportant le titre "This is it" en version vocale et instrumentale. Le groupe est composé de Sylvain Sylvain (crédité Sylvain Mizrahi) et Rosie Rex, choriste sur d'autres albums de Sylvain Sylvain.
Sylvain Sylvain meurt d'un cancer le 14 janvier 2021, à l'âge de 69 ans.

### Discographie
- The Kids are back (1978) simple
- 78 Criminals (1978, Fanclub)
- Sylvain Sylvain (1980)
- Syl Sylvain and the Teardrops (1981, RCA)
- Roman Sandals (1984, RCA Victor), "This is it" (simple)
- Bowery Butterflies ('78 vintage New York City Rock and Roll Gems) (2000)